# Liberal-Demokratische Partei Deutschlands

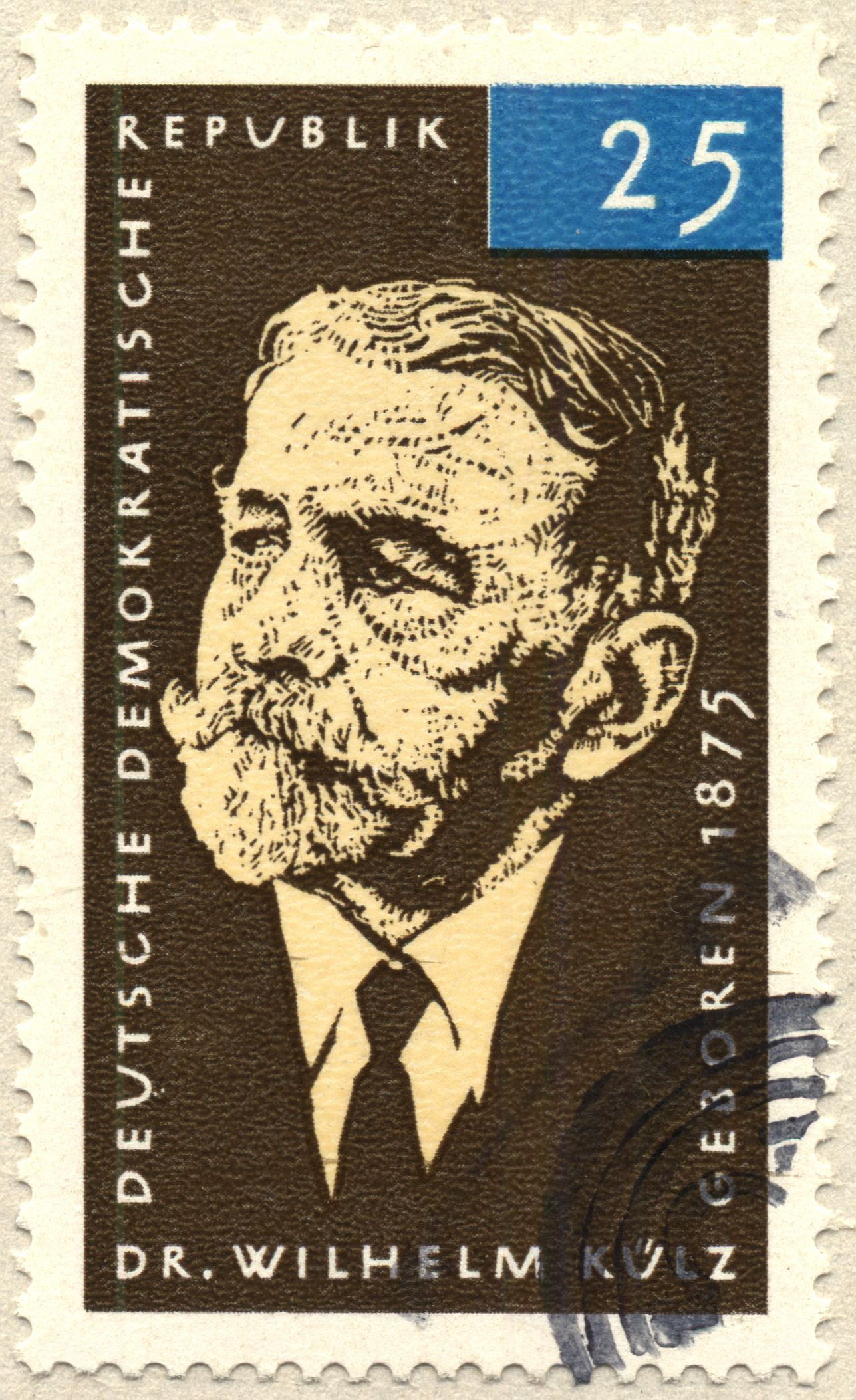
Wilhelm Külz

Liberal-Demokratische Partei Deutschlands (förkortat LDP eller LDPD) var ett politiskt parti i DDR.

## Grundande
Den sovjetiska ockupationsmakten tillät 1945 bildandet av politiska partier i sin ockupationszon. Under de första månaderna efter nazismens fall återuppstod sålunda kommunistiska KPD och socialdemokratiska SPD (vilka senare skulle tvingas att slå sig samman under beteckningen SED). Även ett nytt kristdemokratiskt parti, CDU bildades i den sovjetiska ockupationszonen (ungefär samtidigt med CDU i de västliga zonerna). En grupp tidigare medlemmar av Deutsche Demokratische Partei (ett liberalt parti under Weimarrepubliken) i den sovjetiska zonen försökte först intressera det nybildade CDU för sina idéer om ett bredare liberalt parti, men oenighet om balansen mellan religion och politik i samhället gjorde att försöket misslyckades. 5 juli 1945 bildades därför ett separat liberalt parti, Liberal-Demokratische Partei Deutschlands (LDP). Till en början uttalade LDP bestämt motstånd mot planerna på förstatligande av enskild egendom och viktiga företag, något som också skilde dem från CDU. Det stod dock klart att ockupationsmakten blandade sig i partiets interna angelägenheter och förorsakade ett tidigt byte på partiledarposten (Waldemar Koch byttes ut mot Wilhelm Külz).
Vid de fria parlamentsvalen i den sovjetiska ockupationzonen 1946 blev LDP det näst största partiet efter SED. 1948, när LDP ännu motsatte sig SED:s oinskränkta maktställning, hade man mer än 200 000 medlemmar.

## Försök till ett alltyskt liberalt parti
I mars 1947 grundades ett alltyskt liberalt parti, "Demokratische Partei Deutschlands", av LDP tillsammans med liberala partier i de västliga ockupationszonerna (de som senare formade FDP). Projektet blev emellertid omöjligt att fortsätta sedan LDP:s partiordförande Wilhelm Külz senare samma år deltagit vid den kraftigt SED-dominerade "folkkongressen för enhet och rättvis fred". Külz fick kritik av både de västtyska liberalerna och av personer i LDP:s ledning, men hans agerande var symptomatiskt för partiets senare utveckling.

## LDP / LDPD
Den ursprungliga förkortningen LDP övergavs snart till förmån för LDPD, som även innefattade ett "D" för det då centrala begreppet "Deutschland".

## LDPD som "blockparti"
Under så gott som hela DDR:s existens hörde LDPD till de så kallade "blockpartierna", som kandiderade tillsammans på den så kallade "nationella frontens" enhetsvallista. I praktiken var LDPD och de andra partierna helt underordnade SED:s makt.

## Partiets korta storhetstid och fall
I september 1989 var LDPD det första av "blockpartierna" som öppet kritiserade statsledningen och SED och dess sätt att hantera demonstrationerna för demokrati och massflykten från DDR. Några veckor efter Berlinmurens fall lämnade LDPD tillsammans med östtyska CDU den "nationella fronten". Kort därefter blev LDPD:s partiordförande Manfred Gerlach ordförande för DDR:s statsråd och därmed DDR:s statsöverhuvud. På mycket kort tid hade LDPD:s profil förändrats helt. Man såg sig nu, trots sin delaktighet i den gamla ordningen under 40 år, som företrädare för en liberal samhällsförändring i DDR. I februari 1990 beslöt partiet att återta sin ursprungliga förkortning "LDP".
Inför parlamentsvalet i mars 1990 slöt LDP ett valförbund med två nya liberala partier i DDR, bland dem en östtysk motsvarighet till västtyska FDP, under namnet "Bund Freier Demokraten" (BFD). BFD lyckades endast uppnå 5,3% och 21 mandat i parlamentsvalet. I augusti 1990 anslöt sig Liberal-Demokratische Partei Deutschlands tillsammans med övriga partier i BFD till FDP.